# Barão do Triunfo
Barão do Triunfo är en kommun i Brasilien.   Den ligger i delstaten Rio Grande do Sul, i den södra delen av landet, 1 700 km söder om huvudstaden Brasília. Antalet invånare är 7 018.
I omgivningarna runt Barão do Triunfo växer huvudsakligen savannskog. Runt Barão do Triunfo är det glesbefolkat, med 16 invånare per kvadratkilometer.